# André Schulze (Politiker)

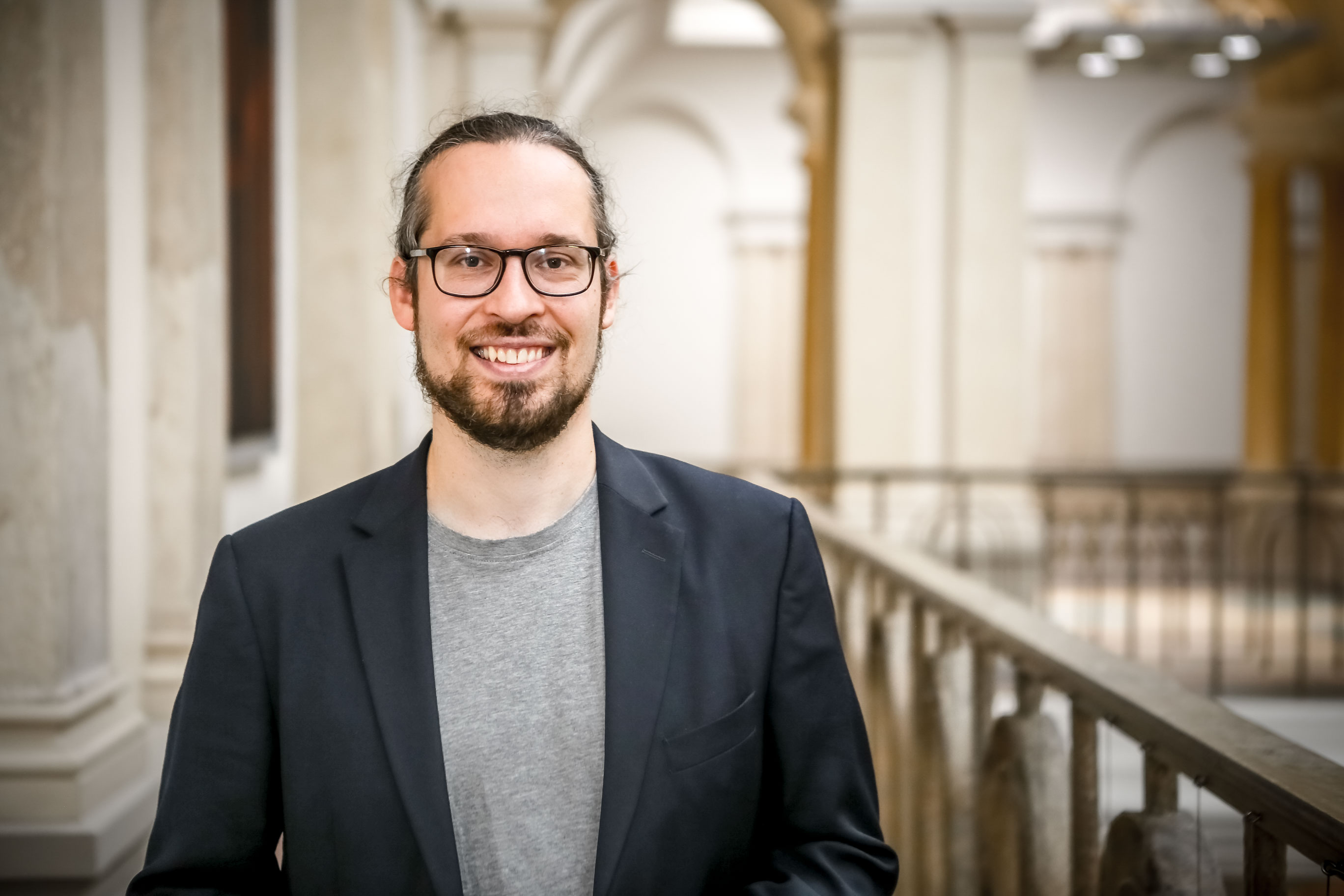
André Schulze (2021)

André Schulze (* 1987 in Berlin-Neukölln) ist ein deutscher Politiker (Bündnis 90/Die Grünen). Er ist seit 2021 Mitglied des Abgeordnetenhauses von Berlin.

## Leben

### Ausbildung und Beruf
André Schulze wurde 1987 in Berlin geboren. Nach seinem Schulabschluss studierte er ab 2007 Mathematik an der Humboldt-Universität Berlin. 2019 schloss er dem ein Studium in Wirtschaftswissenschaften an der Fernuniversität Hagen an. Zuletzt arbeitete Schulze als Mathematiker in der Sozialversicherung im Bereich Finanzierung sozialer Sicherungssysteme.

### Politik
Schulze trat 2009 der Partei Bündnis 90/Die Grünen, von 2010 bis 2016 stand er als Vorstandssprecher dem Kreisverband Neukölln vor. 2017 wurde er in den Landesparteirat seines Landesverbandes gewählt. Im Oktober 2019 rückte er in die Bezirksverordnetenversammlung Neukölln nach und übernahm dort die Funktion des stellvertretenden Fraktionsvorsitzenden der grünen Fraktion.

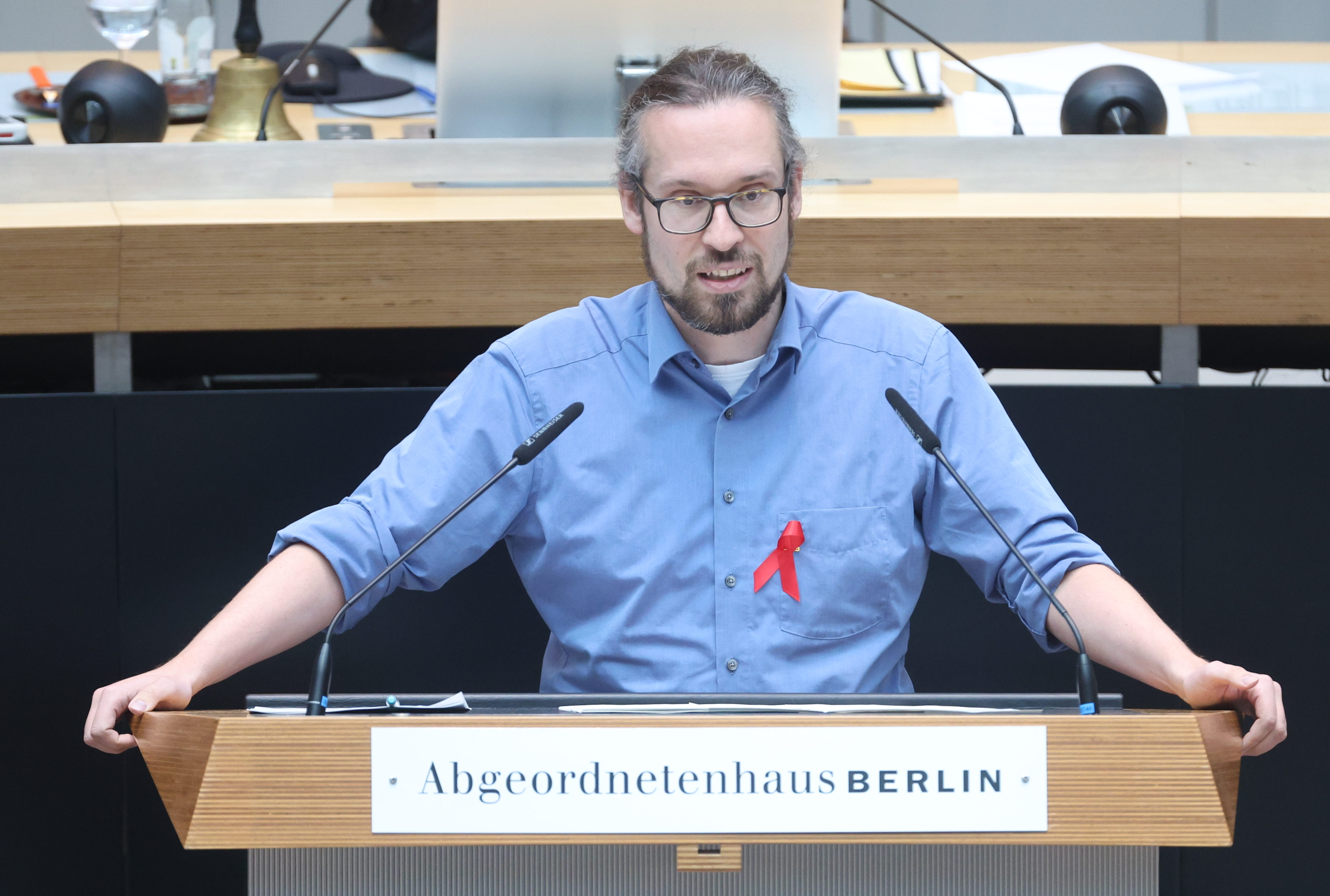
André Schulze im Abgeordnetenhaus von Berlin (2024)

2021 nominierte der Landesverband der Grünen anlässlich der Abgeordnetenhauswahl 2021 Schulze für ein Direktmandat im Wahlkreis Neukölln 1 sowie für den Platz 26 der Landesliste. Als seine politischen Schwerpunkte nannte Schulze die Mietenpolitik sowie die sozial-ökologische Verkehrswende. Ebenso forderte er die Einsetzung eines Untersuchungsausschusses zur rechten Terrorserie in Neukölln. Bei der Wahl gewann Schulze sein Direktmandat mit 33,8 Prozent und zog direkt ins Abgeordnetenhaus ein. Bei der Wiederholungswahl 2023 konnte er seinen Sitz im Abgeordnetenhaus verteidigen.

### Weiteres Engagement
Schulze ist Mitglied der Dienstleistungsgewerkschaft ver.di sowie Mitglied im Nachbarschaftsheim Neukölln e.V.